# Hans van Breukelen
Johannes Franciscus van Breukelen (Utrecht, 4 de octubre de 1956), conocido como Hans van Breukelen, es un exfutbolista neerlandés que jugaba como portero. Destacó especialmente década de 1980.

## Biografía
Empezó jugando en el FC Utrecht, el club de su ciudad natal, donde jugó siete temporadas, siendo indiscutible en la portería desde 1978 hasta 1982.
A comienzos de 1982, el Nottingham Forest FC de Inglaterra, que venía de ganar dos veces la Copa de Europa, lo ficha. Tras dos años en el conjunto inglés vuelve a Holanda para integrarse en el PSV Eindhoven, donde consigue ganar 3 veces la Liga holandesa y la Copa de Europa del año 1988.
Continuó en las filas del PSV hasta 1994, año en que oficializó su retirada del fútbol.

## Selección nacional
Con la selección de fútbol de los Países Bajos fue internacional en 76 ocasiones, siendo uno de los titulares de la selección de los tulipanes en la obtención de la Eurocopa del año 1988, junto a otros grandes jugadores como Ronald Koeman, Frank Rijkaard, Ruud Gullit, Marco van Basten y Adri van Tiggelen entre otros. Con su selección disputó los certámenes de la Copa Mundial 1990 y la Eurocopa 1992.

## Clubes
| Club              | País         | Año       | Partidos | Goles |
| ----------------- | ------------ | --------- | -------- | ----- |
| FC Utrecht        | Países Bajos | 1975-1982 | 142      | 0     |
| Nottingham Forest | Inglaterra   | 1982-1984 | 61       | 0     |
| PSV Eindhoven     | Países Bajos | 1984-1994 | 308      | 0     |

## Palmarés
Con PSV Eindhoven:
- 6 Ligas (1985-86; 1986-87; 1987-88; 1988-89; 1990-91; 1991-92)
- 3 Copas neerlandesas (1988; 1989; 1990)
- 1 Copa de Europa (1988).

Con la Selección neerlandesa: 
- 1 Eurocopa (1988).

- Datos: Q319257
- Multimedia: Hans van Breukelen / Q319257